# Lukovac (Korčula)
Lukovac je naseljeni otočić u hrvatskom dijelu Jadranskog mora. Nalazi se u Lastovskom kanalu, uz zapadni dio južne obale otoka Korčule, oko 2200 m od njene obale. Najbliži susjedni otok je Veli Pržnjak, oko 400 metara zapadno. Katastarski je dio općine Vela Luka.
Njegova površina iznosi 0,037578 km². Dužina obalne crte iznosi 777 m, a iz mora se uzdiže 13 m.